# Såkaka
Såkaka var i äldre tid ett skådebröd som bakades i samband med julbaket och sedan låg framme på julbordet under hela julen.
Efter julen förvarades såkakan i sädesbingen, och i samband med vårplöjningens början åts den av hästar och arbetare för att förmedla brödets kraft till de arbetande och bringa lycka över den nya sådden.
I dag används såkaka främst som benämning på vissa saffransbröd.